# Volvo 900-serie
De Volvo 900-serie volgde in 1990 de 700-serie op. Het is de laatste serie Volvo's die achterwielaandrijving en het kenmerkende hoekige ontwerp heeft. De productie van de 900-serie eindigde in 1998.

## 940
De Volvo 940 was het basismodel van de 900-serie, en werd geleverd met benzinemotoren met vier cilinders en dieselmotoren met zes cilinders. De 940 vertoont veel overeenkomsten met de voorganger, de 740. In tegenstelling tot de duurdere 960 is de 940 niet hernoemd toen Volvo in 1997 een nieuw modelbenamingssysteem invoerde. In Nederland stond de 940 sindsdien als Volvo Polar in de prijslijst.

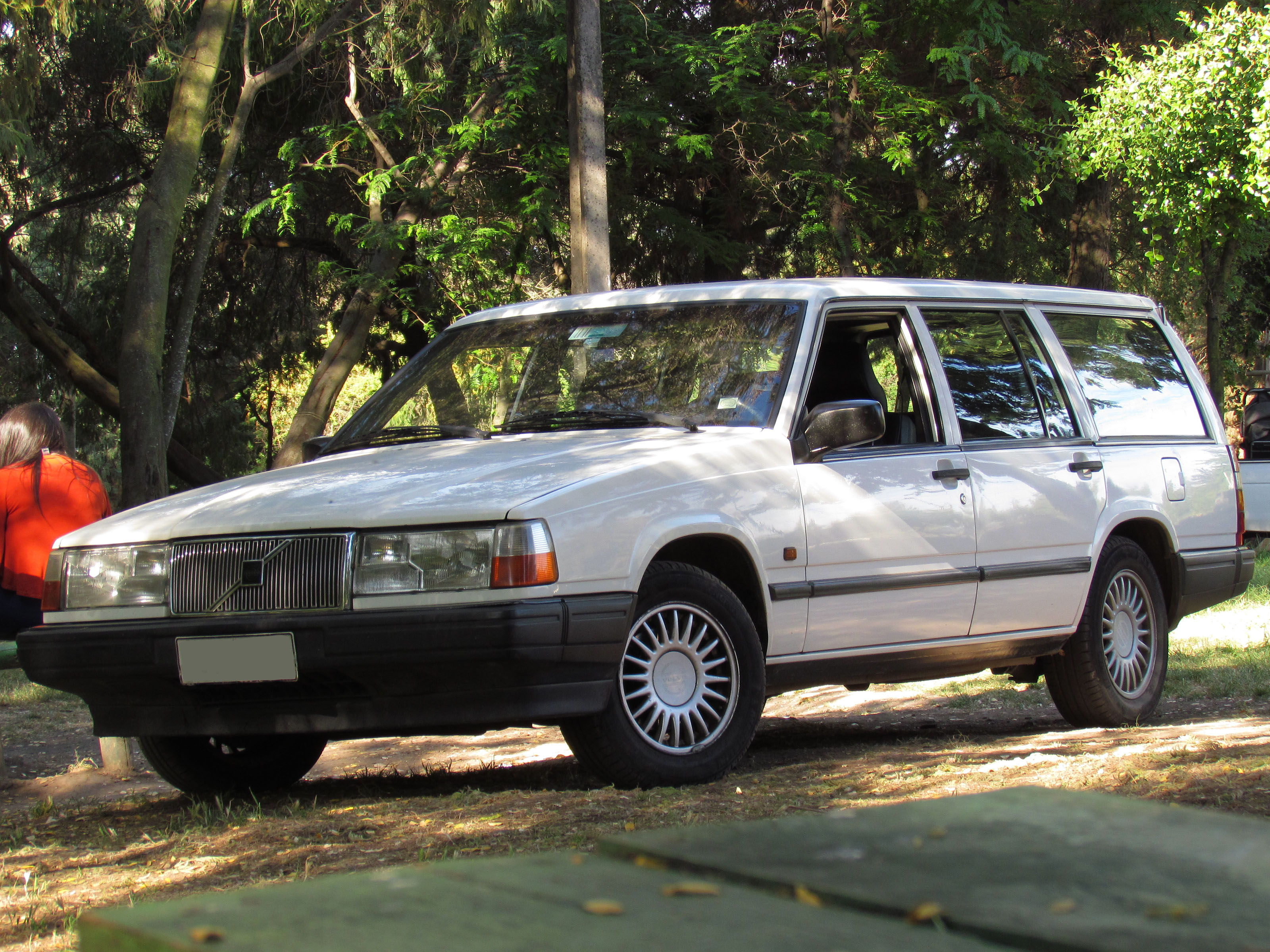
Voorkant van Volvo 940.

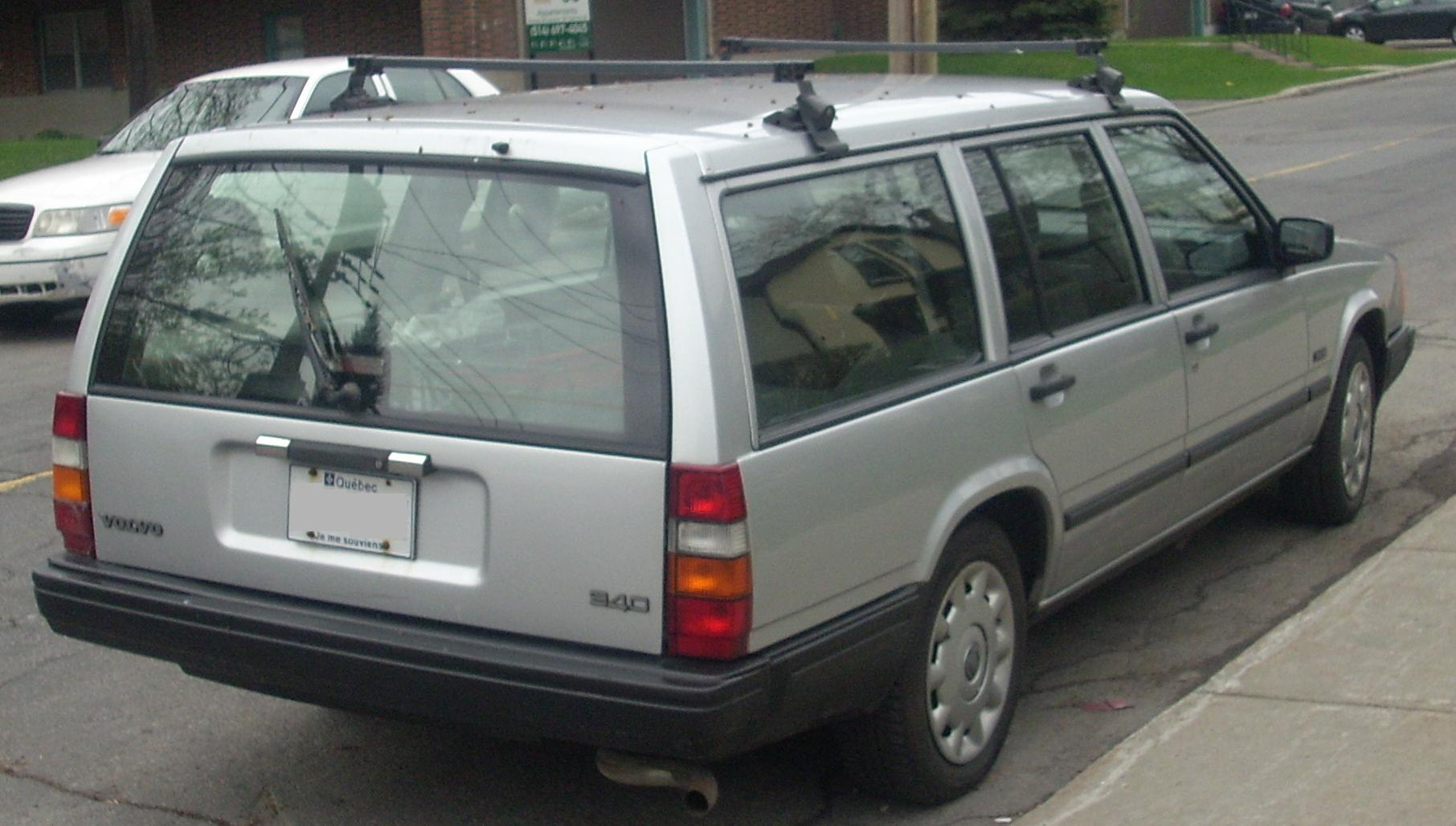
Achterkant Volvo 940.

### Motoren en techniek
De 940 was leverbaar met benzine- en dieselmotoren. De benzinemotoren hadden vier cilinders, een cilinderinhoud van 2,0 of 2,3 liter, en waren leverbaar met turbo achtklepper-motor, zestienklepper-motor zonder turbo, en voor sommige landen (Spanje en Italië bijvoorbeeld hebben een duurdere belasting op cilinderinhouden van meer dan 2,0L) een tweeliter DOHC zestienklepper turbo. De dieselmotoren waren Volkswagen's D24 serie zescilinders afkomstig uit de Volkswagen LT. Ook voor dieselkopers was een turbo optioneel. De 940 heeft een starre achteras.

### Geleverde motoren 1990 - 1996

#### Benzine
| 940/Polar  | 940/Polar | 940/Polar | 940/Polar | 940/Polar | 940/Polar   |
| Type       | Motor     | Motor     | Vermogen  | Koppel    | Jaartal     |
| Type       | Inhoud    | Cilinders | Vermogen  | Koppel    | Jaartal     |
| ---------- | --------- | --------- | --------- | --------- | ----------- |
| 2.0i       | 1.986 cm³ | 4-in-lijn | 112 pk    | 158 Nm    | 1990 - 1994 |
| 2.3i       | 2.316 cm³ | 4-in-lijn | 116 pk    | 183 Nm    | 1994 - 1995 |
| 2.3i       | 2.316 cm³ | 4-in-lijn | 131 pk    | 185 Nm    | 1990 - 1994 |
| 2.3i Turbo | 2.316 cm³ | 4-in-lijn | 135 pk    | 230 Nm    | 1990 - 1996 |
| 16V        | 1.986 cm³ | 4-in-lijn | 155 pk    | 203 Nm    | 1990- 1992  |
| 2.0 Turbo  | 1.986 cm³ | 4-in-lijn | 155 pk    | 230 Nm    | 1992 - 1993 |
| Turbo      | 2.316 cm³ | 4-in-lijn | 165 pk    | 264 Nm    | 1990 - 1992 |

#### Diesel
| 940/Polar         | 940/Polar | 940/Polar | 940/Polar | 940/Polar | 940/Polar   | 940/Polar |
| Type              | Motor     | Motor     | Vermogen  | Koppel    | Jaartal     |           |
| Type              | Inhoud    | Cilinders | Vermogen  | Koppel    | Jaartal     |           |
| ----------------- | --------- | --------- | --------- | --------- | ----------- | --------- |
| Diesel            | 2.383 cm³ | 6-in-lijn | 82 pk     | 145 Nm    | 1992 - 1992 |           |
| Turbo Diesel      | 2.383 cm³ | 6-in-lijn | 109 pk    | 205 Nm    | 1990 - 1991 |           |
| Turbo Diesel i.c. | 2.383 cm³ | 6-in-lijn | 122 pk    | 240 Nm    | 1993 - 1996 |           |

### Geleverde motoren 1996 - 1997

#### Benzine
| Polar | Polar     | Polar     | Polar    | Polar  | Polar       | Polar |
| Type  | Motor     | Motor     | Vermogen | Koppel | Jaartal     |       |
| Type  | Inhoud    | Cilinders | Vermogen | Koppel | Jaartal     |       |
| ----- | --------- | --------- | -------- | ------ | ----------- | ----- |
| 2.3   | 2.316 cm³ | 4-in-lijn | 135 pk   | 230 Nm | 1996 - 1998 |       |
| 2.3 T | 2.316 cm³ | 4-in-lijn | 165 pk   | 264 Nm | 1996 - 1997 |       |

## 960
De Volvo 960 kwam in 1990 op de markt (modeljaar 1991) en was het topmodel van Volvo op dat moment, zowel in Sedan- en Estate (stationwagen)-uitvoering. De auto had in Nederland een prijs van ongeveer 123.000 gulden en was zeer compleet uitgerust. Qua interieur werden ten opzichte van de 940-serie luxere materialen gebruikt en had zij een ander dashboard, waardoor onder meer Dubbel-Din-radio's geplaatst konden worden. In vergelijking met de goedkopere 940 (met viercilinderbenzinemotoren en dezelfde zescilinderdiesel) was het uiterlijk onderscheid gering, net als bij bijvoorbeeld de 440/460. Het rijcomfort was echter veel hoger. Zeer succesvol waren deze Volvo's in de top 10 van de autoverkopen nooit echt, maar ze waren altijd goed voor 2000 tot 3000 registraties per jaar in Nederland.

### Motoren en techniek
De overeenkomsten met de 940 waren aanzienlijk, zij het dat de 960 (tot modeljaar '95 alleen de sedan) was voorzien van multilink-achterwielophanging en er was keuze uit twee zescilindermotoren:
- Een 2922 cm³-zescilinder in lijn benzinemotor met 150 kW/204 pk, door Volvo zelf nieuw ontwikkeld, deze is later doorontwikkeld en werd uiteindelijk de 2.9 en 2.9 T6 motor in de Volvo S80 en XC90.
- Een 2500 cm³-zescilinder in lijn benzinemotor met 125 kW/170 pk, haast identiek aan de bovenstaande motor, maar dan met een kleinere boring en kortere slag.

Tot en met 1994 was er een 122 pk zescilinder turbodieselmotor van Volkswagen beschikbaar. Dit was de sterkste variant van de motor die in de 940 leverbaar was. Voor de Italiaanse markt is omwille van haar belastingsysteem de eerste tijd de 2.0 liter 16V Turbo geleverd. De geringere motorinhoud zorgde voor een lagere belastingheffing, terwijl het vermogen door middel van de turbo op niveau bleef.

### Geleverde motoren 1990 - 1993

#### Benzine
| 960     | 960       | 960       | 960      | 960    | 960         |
| Type    | Motor     | Motor     | Vermogen | Koppel | Jaartal     |
| Type    | Inhoud    | Cilinders | Vermogen | Koppel | Jaartal     |
| ------- | --------- | --------- | -------- | ------ | ----------- |
| 3.0 24v | 2.922 cm³ | 6-in-lijn | 204 pk   | 267 Nm | 1990 - 1994 |

#### Diesel
| 960               | 960       | 960       | 960      | 960    | 960         |
| Type              | Motor     | Motor     | Vermogen | Koppel | Jaartal     |
| Type              | Inhoud    | Cilinders | Vermogen | Koppel | Jaartal     |
| ----------------- | --------- | --------- | -------- | ------ | ----------- |
| Turbo Diesel i.c. | 2.383 cm³ | 6-in-lijn | 122 pk   | 235 Nm | 1990 - 1991 |

### Facelift
Pas met de wijzigingen voor modeljaar '95 werd het uiterlijke onderscheid duidelijker zichtbaar door iets vloeiender lijnen aan de voorzijde van de auto en chiquere stootlijsten in kleur van de carrosserie. Ook in het interieur werden enkele wijzigingen doorgevoerd waardoor het onderscheid met de 940 versterkt moest worden. Tegelijkertijd werd voor de Nederlandse markt een 2473cc-zescilinder in lijn motor met 125 kW/170 pk geïntroduceerd. Dit instapmodel moest het geringe verkoopsucces tot die tijd verbeteren.

### Geleverde motoren 1994 - 1997
| 960     | 960       | 960       | 960      | 960    | 960         |
| Type    | Motor     | Motor     | Vermogen | Koppel | Jaartal     |
| Type    | Inhoud    | Cilinders | Vermogen | Koppel | Jaartal     |
| ------- | --------- | --------- | -------- | ------ | ----------- |
| 2.5 24v | 2.473 cm³ | 6-in-lijn | 170 pk   | 233 Nm | 1994 - 1997 |
| 3.0 24v | 2.922 cm³ | 6-in-lijn | 204 pk   | 267 Nm | 1994 - 1997 |

## S90 en V90
De Volvo S90 en V90 zijn in feite de oude Volvo 960 met een nieuwe benaming, en zijn vrij onbekend omdat de productie slechts 1 jaar en 8 maanden heeft geduurd. Vanaf 1995 veranderde Volvo de modelbenamingen van de verschillende modellen en in 1997 was ook de Volvo 960 aan de beurt. In deze nieuwe benamingswijze staat de “S” voor sedan, de 'V' voor versatility (veelzijdigheid) en dus estate, de 'C' voor de coupé en 'XC' voor de crosscountrymodellen. Wel zijn er voor dit model nieuwe interieur- en exterieurkleuren geïntroduceerd.
In tegenstelling tot zijn concurrenten waren de S90 en V90 zeer vierkante auto's. Met name de V90 had veel ruimte voor passagiers en bagage (992-1702 liter). In vergelijking met de S70 en V70 waren de S90 en V90 niet zo snel en modern, maar vooral ruimer en meer op comfort gericht.

### Motoren en techniek
Dit model is enkel met een 2922cm³-zes-in-lijn-benzinemotor geleverd. De 2,5-litermotor is bij de naamswijziging uit het programma genomen. Deze motor is voorzien van een dubbele bovenliggende nokkenas en 4 kleppen per cilinder. De motor levert 180 of 204 pk aan vermogen bij een toerental van respectievelijk 5200 en 6000 omwentelingen per minuut. In tegenstelling tot de V70 en V40 werden er geen turbomotoren geleverd voor dit model, die bleven voorbehouden aan de 940. De transmissie is een automaat met 4 versnellingen of een handbak met 5 versnellingen. Bijzonder zuinig zijn deze motoren niet, een verbruik van 1 liter benzine op tien kilometer is netjes. Een benzinetank van 77 liter maakt het mogelijk om grote reizen te maken zonder vaak te tanken.

### Veiligheid
Wat betreft veiligheid kon dit model prima mee met zijn tijd. De auto is standaard voorzien van ABS, een airbag voor de bestuurder, zijairbags en optioneel een airbag voor de passagier. Een andere optie was tractiecontrole. Natuurlijk zijn er ook vijf driepuntsgordels geïnstalleerd, een uitvinding uit 1959 van Nils Bohlin, een werknemer van Volvo. De auto wordt gestopt middels vier hydraulische schijfremmen.

### S90 Executive
Van de S90 is ook een verlengde versie beschikbaar geweest. Dit was de executive, welke 15 cm langer was dan het basismodel. Deze ruimte kwam volledig ten goede aan de beenruimte voor de achterpassagiers. Dit model was via de dealer leverbaar en werd gewoon bij Volvo zelf gemaakt. Het topmodel van de "S90 executive level 3" had twee elektrisch verstelbare achterzetels en een middenconsole met een koelkast voor twee blikjes. Daarnaast was een sigarettenaansteker aanwezig op de middenconsole, net als de bediening voor de interieurverlichting.

### Geleverde motoren 1997 - 1998

#### Benzine
| S90 & V90 | S90 & V90 | S90 & V90 | S90 & V90 | S90 & V90 | S90 & V90   |
| Type      | Motor     | Motor     | Vermogen  | Koppel    | Jaartal     |
| Type      | Inhoud    | Cilinders | Vermogen  | Koppel    | Jaartal     |
| --------- | --------- | --------- | --------- | --------- | ----------- |
| 3.0       | 2.922 cm³ | 6-in-lijn | 180 pk    | 260 Nm    | 1997 - 1998 |
| 3.0       | 2.922 cm³ | 6-in-lijn | 204 pk    | 267 Nm    | 1997 - 1998 |

## Opvolgers
De S80 is de opvolger van de 940 sedan en de S90. De 940 Estate en V90 hadden in eerste instantie geen directe opvolger aangezien de toenmalige V70 de stationwagenversie van de S70 en later de S60 was. Omdat de laatste V70 op de grote S80 is gebaseerd, en boven de V60 is gepositioneerd, is dit model alsnog als de opvolger van de 940 Estate en de V90 te beschouwen.
Huidige modellen:
EC40 · 
EX30 · 
S60-V60 · 
S90-V90 · 
XC40 · 
XC60 · 
XC90 · 
EX90
Modellen geïntroduceerd na 1965:
100-serie · 
164 · 
200-serie · 
262C · 
66 ·
300-serie · 
400-serie ·
480 ·
700-serie · 
850 · 
900-serie · 
C30 · 
C70 · 
S40 · 
S70 · 
S80 · 
V40 ·
V40 Classic ·
V50 · 
V70-XC70
Modellen geïntroduceerd voor 1965:
ÖV4 · 
PV4 · 
PV650-serie ·
TR670-serie ·
PV36 ·
PV800-serie ·
PV50-serie · 
PV444 ·
PV60 ·
Duett ·
P1900 ·
Amazon · 
PV544 ·
P1800
Conceptauto's:
Philip ·
VESC ·
ECC ·
YCC ·
ReCharge ·
Concept You